# ダン (犬)
ダン（1993年? - 2006年11月15日）は、愛媛県松山市の市営住宅である吉藤団地で飼われていた盲目の紀州犬である。もとは捨て犬であったが、幼い少女2人に拾われ、少女らの懸命な働きで団地に住むに至った。この出来事はのちに全国的な反響を呼び、様々な物語の題材となり、のちに少女たちが進学した松山市立潮見小学校（以降、潮見小と略）でも長く語り伝えられている。

## 生涯
1993年（平成5年）夏、吉藤団地に住む幼馴染みの石井希と久保田望（共に当時5歳）が、団地近くに捨てられている盲目の子犬を見つけた。団地はペット飼育禁止だったが、2人は犬を放ってはおけず、同団地の小学生たちと協力し、秘かに団地の隅で飼い始めた。しかし子供たちだけでの飼育、まして盲目の犬の世話には限界があった。希たちと親しい同団地の自治会長・坂本義一が協力し、彼の再三にわたる説得、盲目の犬を救おうとする子供たちの真剣な声を受け、団地の住人たちもその犬を団地で飼うことに同意。坂本が一時的に犬を預かる保証人になり、団地の所有者でもある松山市からも飼育の許可が下りた。犬は、団地で飼うことから「ダン」と名付けられ、子供たち一同が飼い主となって団地で暮し始めた。
ダンの飼育から3年後、坂本の知人でもある「愛媛子ども文化研究会」代表者の薦めで、当時小学校2年生となっていた希と望が合作で紙芝居『目の見えない犬』を製作。これが愛媛子ども文化研究会の紙芝居コンクールの子ども部門で最優秀賞を受賞し、大きな反響を呼んだ（後述）。
数年後に望が家の転居で団地を去り、希も学業のためにダンの世話が困難になったが、ダンは坂本が飼い主となり、希たちの後輩ともいえる地元の子供たちや、団地の住人たちの協力のもとで団地で暮らし続けた。2006年（平成18年）11月15日、年齢13歳で死亡。

## 反響
ダンのことを綴った紙芝居『目の見えない犬』の最優秀賞受賞は、テレビ、雑誌、新聞などで報じられ、瞬く間にダンの存在は全国に知れ渡った。希と望の通っていた潮見小には、全国から多数の手紙が届き、登校拒否児が盲目のダンに励まされて通学を再開したとの声もあった。やがて年金暮しの老人が現金を送ったことを始め、日本全国から70万円近くの寄付が寄せられ、潮見小の管理のもとでダンの治療や犬小屋の修繕費にあてられた。
2000年（平成12年）、紙芝居『目の見えない犬』は小学校の道徳の副読本『みんなのどうとく』（学研）に収録され、日本全国で用いられた。この副読本はその後の2年間で17万部が出版され、小学3年生の副読本としては最も読まれている本となった。
翌2001年（平成13年）10月には、単行本『目の見えない犬ダン』の出版を始め、様々な書籍や物語の題材となった。『ペット大集合!ポチたま』『奇跡体験!アンビリバボー』『ザ・ワイド』などのテレビ番組にも取り上げられ、2002年（平成14年）にはダンをモチーフとした映画『仔犬ダンの物語』が公開された。北は北海道から南は沖縄まで、全国各地からダンのもとを訪れる人も、後を絶つことはなかった。

## 潮見小での活動
潮見小では、全校行事や3年生の道徳としてダンとの交流を図り続けた。潮見小によれば、ダンの存在は道徳のみならず総合学習でも用いられており、同校の生徒が関わっていることもあって身近な感動話として生徒たちの興味をひきつけているという。総合学習で地元のことを調べる際には、生徒の3分の1がダンのことを取り上げており、学習を通じて生徒が障害者や弱者をいたわる気持ちを持ち始めており、いじめなどの大きな問題はほとんど起きなくなったという。
2005年（平成17年）は潮見小創立130周年にあたり、記念事業としてダンの石像が作られ、飼い主の坂本を迎えての除幕式や、全校生徒による「ダンちゃんおめでとう集会」が行われ、テレビなど多数の取材も訪れた。石像の費用は、同年9月に生徒たちが中心となって行われた募金で賄われた。
2010年代以降においてもダンの存在は人権教育の教材として用いられたり、ダンの命日には石像に花が供えられるなど、その存在は生徒たちに語り継がれている。